# Гуш-Керт
Гуш-Керт (чечен. ГӀуш-Корта) — село в Шатойском районе Чеченской Республики. Входит в Памятойское сельское поселение.

## География

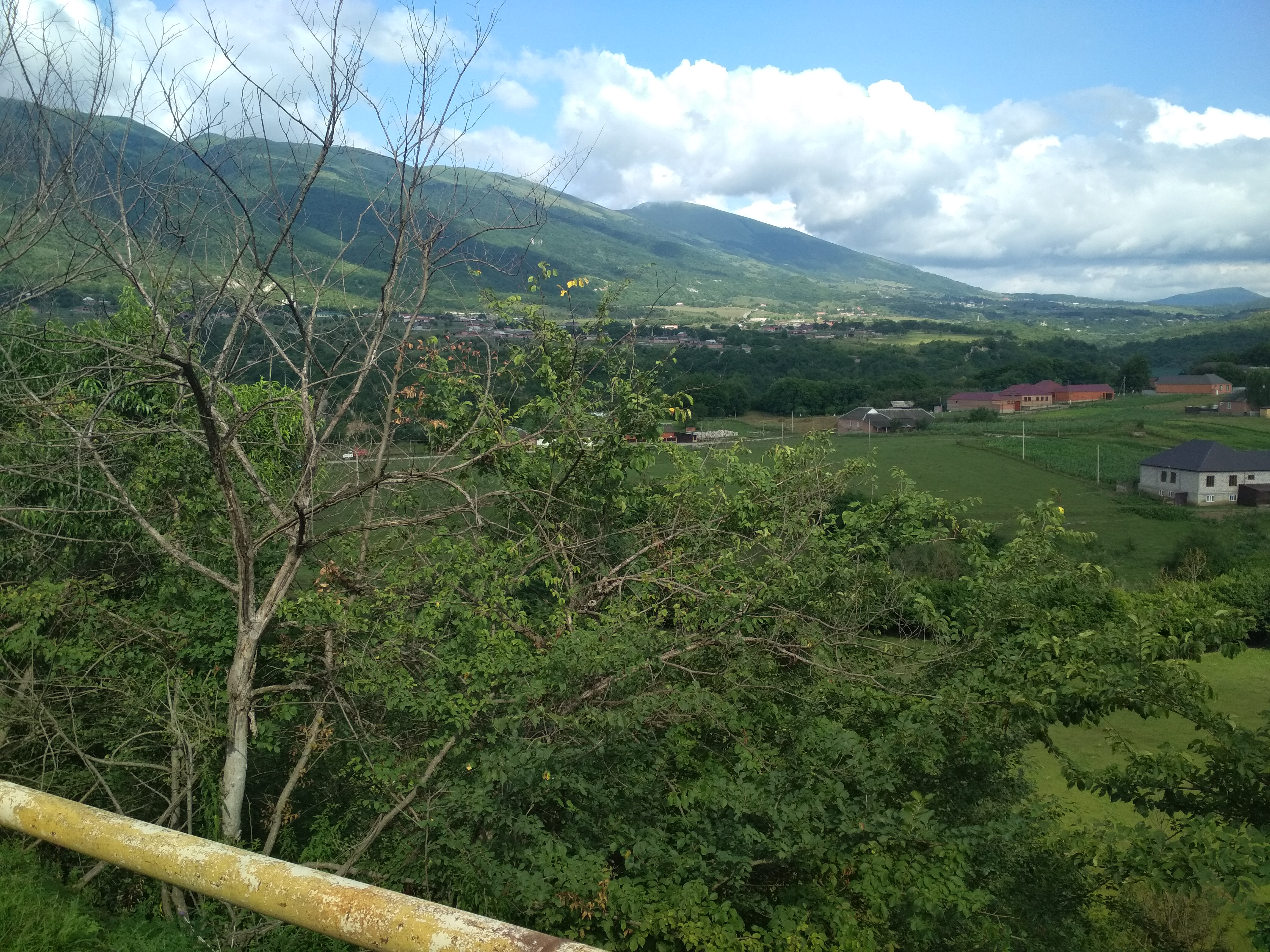
Гуш-Корта

Село расположено на правом берегу реки Аргун, к югу от районного центра Шатой и к западу от центра сельского поселения — Памятой.
Ближайшие населённые пункты: на юго-востоке — сёла Урдюхой и Мускали, на северо-востоке — село Памятой, на юго-западе — сёла Горгачи и Нихалой, на западе — село Вашендарой.

## История
В 1977 году указом Президиума ВС РСФСР село Грушкорт было переименовано в Гуш-Керт.
В селе похоронен один из предводителей горцев в Кавказской войне — Ахбердил Мухаммед (чечен. Ахьвердин Махьма).

## Население
| 1990 | 2002 | 2010 |
| ---- | ---- | ---- |
| 294  | ↗372 | ↗501 |